# Songthela serriformis
Espèce
Songthela serriformis est une espèce d'araignées mésothèles de la famille des Liphistiidae.

## Distribution
Cette espèce est endémique de Chongqing en Chine,. Elle se rencontre dans le district de Nan'an.

## Description
Le mâle holotype mesure 15,60 mm et la femelle 14,05 mm, les mâles mesurent de 13,51 à 15,60 mm et les femelles de 10,19 à 18,12 mm.

## Systématique et taxinomie
Cette espèce a été décrite par Chen, Liu, Li et Xu en 2022.

## Publication originale
- Chen, Liu, Li & Xu, 2022 : « Four new species of the primitively segmented spider genus Songthela (Mesothelae, Liphistiidae) from Chongqing Municipality, China. » Zootaxa, no 5091(4), p. 546-558.